# VI. Alfonz portugál király
VI. Alfonz (Dom Afonso VI.)  (Lisszabon, 1643. augusztus 21. – Lisszabon, 1683. február 12.) Portugália második Bragança-házi uralkodója.

## Élete
13 évesen került trónra, de alkalmatlan volt az uralkodásra: betegsége megbénította bal oldalát és elmeállapota is ingatag volt. Helyette anyja kormányozta az országot régensként 1662-ig, amikor Castelo Melhor grófja rávette Alfonzot, hogy küldje kolostorba az anyját.
Ezután Portugália sorozatos győzelmeket aratott Spanyolország felett, például 1663-ban Ameixalnál, 1664-ben Castel Rodrigónál, 1665-ben Montes Clarosnál. Ennek eredményeképpen Spanyolország 1668-ban végleg elismerte az 1640-ben elszakadt Portugália függetlenségét.
Időközben Alfonzot elhagyta a felesége, és házasságukat a férj cselekvőképtelensége miatt felbontották. Az elvált asszony Alfonz fivéréhez, Péterhez ment feleségül, akit „az ország védelmezőjévé” nyilvánítottak, és később II. Péter néven lépett a trónra.
Alfonz 1667-ben lemondott a trónról, és haláláig gyakorlatilag fogságban tartották az Azori-szigeteken és Sintrában. 1683-ban, 40 évesen hunyt el.